# Ломбардо, Адесио
Адесио Рафаэль Ломбардо Росси (исп. Adesio Rafael Lombardo Rossi; 2 февраля 1925, Монтевидео — не позднее 2004) — уругвайский баскетболист. Бронзовый призёр летних Олимпийских игр 1952 года, участник летних Олимпийских игр 1948 года, двукратный чемпион Южной Америки 1947 и 1949 годов, серебряный призёр чемпионата Южной Америки 1945 года.

## Биография
Адесио Ломбардо родился 2 февраля 1925 года в уругвайском городе Монтевидео.
Играл в баскетбол за «Пасо дель Молино», «Эстокольмо» и «Мальвин».
В составе сборной Уругвая трижды выигрывал медали чемпионата Южной Америки: серебряную в 1945 году в Гуаякиле, золотые в 1947 году в Рио-де-Жанейро и в 1949 году в Асунсьоне. 
В 1948 году вошёл в состав сборной Уругвая по баскетболу на летних Олимпийских играх в Лондоне, занявшей 5-е место. Провёл 8 матчей, набрал 167 очков (30 в матче с Южной Кореей, 26 — с Канадой, 23 — с Италией, 22 — с Венгрией, по 18 — с Великобританией и Бразилией, 16 — с Чили, 14 — с США). Стал лучшим снайпером команды.
Игра Ломбардо на Олимпийских играх привлекла внимание в США: ему предложили контракт в НБА, однако он ответил отказом.
В 1952 году вошёл в состав сборной Уругвая по баскетболу на летних Олимпийских играх в Хельсинки и завоевал бронзовую медаль. Провёл 8 матчей, набрал 137 очков (44 в матчах со сборной Аргентины, 24 — с Чехословакией, 17 — с Францией, по 14 — с Венгрией и СССР, по 12 — с Болгарией и США). Стал лучшим снайпером команды.
В 1954 году участвовал в чемпионате мира в Рио-де-Жанейро, где уругвайцы заняли 6-е место. Провёл 6 матчей, набрал 69 очков.
Умер не позднее 2004 года.

## Память
26 ноября 1997 года почта Уругвая выпустила марку номиналом 6 песо с портретом Адесио Ломбардо в серии, посвящённой спортсменам страны.